# 奈亞子的現場直播！
《奈亞子的現場直播！》，是由以四格漫畫形式創作的日本漫畫作品。于2014年8月27日開始連載於《月刊Comic Alive》的四格漫畫欄目《COMIC CUNE》，後來轉移至2015年8月27日正式創刊的四格漫畫雜誌《COMIC CUNE》連載，於2016年4月27日發售的《月刊COMIC CUNE》2016年6月號結束連載。ComicWalker網站也發表該四格漫畫。已發售第2本單行本。

## 概述
故事描述不擅長與人交談的主角蛇目小夜子在朋友茉莉的邀請下嘗參與一次直播，之後為了改變自己，她決定要自己直播。

## 登場角色
小夜子
不擅長與人交談的女子。
茉莉
小夜子的兒時玩伴。

## 媒體

### 漫畫
《奈亞子的現場直播！》是由所作的日本四格漫畫作品。于2014年8月27日開始連載於《月刊Comic Alive》中的一個四格漫畫欄目《COMIC CUNE》，後來轉移至於2015年8月27日正式創刊的四格漫畫雜誌《COMIC CUNE》連載，於2016年4月27日發售的《月刊COMIC CUNE 2016年6月號》結束連載。ComicWalker網站也發表該四格漫畫。2本單行本於2015年8月27日至2016年5月27日發售。
| 冊數 | KADOKAWA/Media Factory | KADOKAWA/Media Factory |
| 冊數 | 發售日期               | ISBN                   |
| ---- | ---------------------- | ---------------------- |
| 1    | 2015年8月27日          | ISBN 978-4-0406-7743-9 |
| 2    | 2016年5月27日          | ISBN 978-4-0406-8332-4 |

## 外部連結
- 奈亞子的現場直播！（页面存档备份，存于）於COMIC CUNE網站的內容（日語）
- 奈亞子的現場直播！（页面存档备份，存于）於ComicWalker網站的內容（日語）